# Laccocera zonata
Laccocera zonata är en insektsart som beskrevs av Van Duzee 1897. Laccocera zonata ingår i släktet Laccocera och familjen sporrstritar. Utöver nominatformen finns också underarten L. z. flava.